# Campeonato Mundial de Waterpolo Masculino de 2007
El XII Campeonato Mundial de Waterpolo Masculino se celebró en Melbourne (Australia) entre el 20 de marzo y el 1 de abril de 2007 en el marco del XII Campeonato Mundial de Natación. El evento fue organizado por la Federación Internacional de Natación (FINA) y la Federación Australiana de Natación.
Los partidos se efectuaron en el Melbourne Sports and Aquatic Centre. Participaron en total 16 selecciones nacionales divididas en 4 grupos.

## Grupos
| Grupo A  | Grupo B        | Grupo C | Grupo D       |
| -------- | -------------- | ------- | ------------- |
| Japón    | Croacia        | Grecia  | Canadá        |
| Italia   | Sudáfrica      | Rusia   | Rumania       |
| Alemania | Australia      | España  | Hungría       |
| Serbia   | Estados Unidos | China   | Nueva Zelanda |

## Fase preliminar
El primer equipo de cada grupo pasa directamente a los cuartos de final. Los equipos clasificados en segundo y tercer puesto tienen que disputar primero la clasificación a cuartos. Los equipos restantes juegan entre sí por los puestos 13 a 16.

### Grupo A
| Equipo   | J | G | E | P | GF | GC | DG  | PTS |
| -------- | - | - | - | - | -- | -- | --- | --- |
| Serbia   | 3 | 3 | 0 | 0 | 35 | 12 | +23 | 6   |
| Italia   | 3 | 2 | 0 | 1 | 31 | 15 | +16 | 4   |
| Alemania | 3 | 1 | 0 | 2 | 27 | 26 | +1  | 2   |
| Japón    | 3 | 0 | 0 | 3 | 15 | 55 | -40 | 0   |

- Resultados

| Fecha    | Hora¹ | Partido  | Partido | Partido  | Resultado |
| -------- | ----- | -------- | ------- | -------- | --------- |
| 20.03.07 | 09:00 | Japón    | -       | Italia   | 6-20      |
| 20.03.07 | 11:40 | Alemania | -       | Serbia   | 7-11      |
| 22.03.07 | 10:20 | Japón    | -       | Alemania | 7-17      |
| 22.03.07 | 13:00 | Serbia   | -       | Italia   | 6-3       |
| 24.03.07 | 09:00 | Japón    | -       | Serbia   | 2-18      |
| 24.03.07 | 13:00 | Alemania | -       | Italia   | 3-8       |

- (¹) -  Hora local de Melbourne (UTC +11)

### Grupo B
| Equipo         | J | G | E | P | GF | GC | DG  | PTS |
| -------------- | - | - | - | - | -- | -- | --- | --- |
| Croacia        | 3 | 3 | 0 | 0 | 33 | 22 | +11 | 6   |
| Estados Unidos | 3 | 2 | 0 | 1 | 31 | 17 | +14 | 4   |
| Australia      | 3 | 1 | 0 | 2 | 24 | 25 | -1  | 2   |
| Sudáfrica      | 3 | 0 | 0 | 3 | 15 | 39 | -24 | 0   |

- Resultados

| Fecha    | Hora¹ | Partido        | Partido | Partido        | Resultado |
| -------- | ----- | -------------- | ------- | -------------- | --------- |
| 20.03.07 | 10:20 | Croacia        | -       | Sudáfrica      | 13-5      |
| 20.03.07 | 21:00 | Australia      | -       | Estados Unidos | 3-9       |
| 22.03.07 | 11:40 | Estados Unidos | -       | Sudáfrica      | 14-4      |
| 22.03.07 | 21:00 | Croacia        | -       | Australia      | 10-9      |
| 24.03.07 | 11:40 | Croacia        | -       | Estados Unidos | 10-8      |
| 24.03.07 | 21:00 | Australia      | -       | Sudáfrica      | 12-6      |

- (¹) -  Hora local de Melbourne (UTC +11)

### Grupo C
| Equipo | J | G | E | P | GF | GC | DG  | PTS |
| ------ | - | - | - | - | -- | -- | --- | --- |
| España | 3 | 3 | 0 | 0 | 35 | 19 | +16 | 6   |
| Grecia | 3 | 2 | 0 | 1 | 28 | 20 | +8  | 4   |
| Rusia  | 3 | 1 | 0 | 2 | 26 | 28 | -2  | 2   |
| China  | 3 | 0 | 0 | 3 | 15 | 37 | -22 | 0   |

- Resultados

| Fecha    | Hora¹ | Partido | Partido | Partido | Resultado |
| -------- | ----- | ------- | ------- | ------- | --------- |
| 20.03.07 | 13:00 | China   | -       | España  | 4-15      |
| 20.03.07 | 17:00 | Grecia  | -       | Rusia   | 10-7      |
| 22.03.07 | 17:00 | Rusia   | -       | España  | 8-12      |
| 22.03.07 | 18:20 | China   | -       | Grecia  | 5-11      |
| 24.03.07 | 10:20 | China   | -       | Rusia   | 6-11      |
| 24.03.07 | 17:00 | Grecia  | -       | España  | 7-8       |

- (¹) -  Hora local de Melbourne (UTC +11)

### Grupo D
| Equipo        | J | G | E | P | GF | GC | DG  | PTS |
| ------------- | - | - | - | - | -- | -- | --- | --- |
| Hungría       | 3 | 2 | 0 | 0 | 51 | 17 | +34 | 6   |
| Canadá        | 3 | 2 | 0 | 1 | 24 | 35 | -11 | 4   |
| Rumania       | 3 | 1 | 0 | 2 | 35 | 24 | +11 | 2   |
| Nueva Zelanda | 3 | 0 | 0 | 3 | 17 | 51 | -34 | 0   |

- Resultados

| Fecha    | Hora¹ | Partido       | Partido | Partido       | Resultado |
| -------- | ----- | ------------- | ------- | ------------- | --------- |
| 20.03.07 | 18:20 | Canadá        | -       | Rumania       | 9-8       |
| 20.03.07 | 19:40 | Hungría       | -       | Nueva Zelanda | 21-5      |
| 22.03.07 | 09:00 | Nueva Zelanda | -       | Rumania       | 4-18      |
| 22.03.07 | 19:40 | Canadá        | -       | Hungría       | 3-19      |
| 24.03.07 | 18:20 | Canadá        | -       | Nueva Zelanda | 12-8      |
| 24.03.07 | 19:40 | Hungría       | -       | Rumania       | 11-9      |

- (¹) -  Hora local de Melbourne (UTC +11)

## Fase final
|  | Clasif. a cuartos | Clasif. a cuartos |          |         | Cuartos de final | Cuartos de final |         |              | Semifinales  | Semifinales |  |  | Final | Final |
|  |                   |                   |          |         |                  |                  |         |              |              |             |  |  |       |       |
|  |                   |                   |          |         |                  |                  |         |              |              |             |  |  |       |       |
|  |                   |                   |          |         |                  |                  |         |              |              |             |  |  |       |       |
|  |                   |                   |          |         |                  |                  |         |              |              |             |  |  |       |       |
|  | España            | 7                 |          |         |                  |                  |         |              |              |             |  |  |       |       |
|  | España            | 7                 | Italia   | 12      |                  |                  |         |              |              |             |  |  |       |       |
|  |                   | Italia            | Italia   | 12      | 5                |                  |         |              |              |             |  |  |       |       |
|  | Australia         | Italia            | 11       |         | 5                | España           | 11      |              |              |             |  |  |       |       |
|  | Australia         |                   | 11       |         |                  | España           | 11      |              |              |             |  |  |       |       |
|  |                   |                   |          | Hungría | 12               |                  |         |              |              |             |  |  |       |       |
|  | Hungría           | 13                |          | Hungría | 12               |                  |         |              |              |             |  |  |       |       |
|  | Hungría           | 13                | Alemania | 6       |                  |                  |         |              |              |             |  |  |       |       |
|  |                   | Alemania          | Alemania | 6       | 6                |                  |         |              |              |             |  |  |       |       |
|  | Estados Unidos    | Alemania          | 3        |         | 6                | Hungría          | 8       |              |              |             |  |  |       |       |
|  | Estados Unidos    |                   | 3        |         |                  | Hungría          | 8       |              |              |             |  |  |       |       |
|  |                   |                   |          | Croacia | 9                |                  |         |              |              |             |  |  |       |       |
|  | Serbia            | 8                 |          | Croacia | 9                |                  |         |              |              |             |  |  |       |       |
|  | Serbia            | 8                 | Grecia   | 8       |                  |                  |         |              |              |             |  |  |       |       |
|  |                   | Grecia            | Grecia   | 8       | 3                |                  |         |              |              |             |  |  |       |       |
|  | Rumania           | Grecia            | 7        |         | 3                | Serbia           | 7       | Tercer lugar | Tercer lugar |             |  |  |       |       |
|  | Rumania           |                   | 7        |         |                  | Serbia           | 7       | Tercer lugar | Tercer lugar |             |  |  |       |       |
|  |                   |                   |          | Croacia | 10               |                  |         |              |              |             |  |  |       |       |
|  | Croacia           | 13                |          | Croacia | 10               |                  |         |              |              |             |  |  |       |       |
|  | Croacia           | 13                | Rusia    | 17      |                  |                  | España¹ | 18           |              |             |  |  |       |       |
|  |                   | Rusia             | Rusia    | 17      | 3                |                  | España¹ | 18           |              |             |  |  |       |       |
|  | Canadá            | Rusia             | 13       |         | 3                | Serbia           | 17      |              |              |             |  |  |       |       |
|  | Canadá            |                   | 13       |         |                  | Serbia           | 17      |              |              |             |  |  |       |       |

- (¹) En penaltis

### Clasificación a cuartos
| Fecha    | Hora¹ | Partido  | Partido | Partido        | Resultado |
| -------- | ----- | -------- | ------- | -------------- | --------- |
| 26.03.07 | 11:40 | Italia   | -       | Australia      | 12-11     |
| 26.03.07 | 16:00 | Alemania | -       | Estados Unidos | 6-3       |
| 26.03.07 | 17:20 | Grecia   | -       | Rumania        | 8-7       |
| 26.03.07 | 21:00 | Rusia    | -       | Canadá         | 17-13     |

- (¹) -  Hora local de Melbourne (UTC +10)

### Cuartos de final
| Fecha    | Hora¹ | Partido | Partido | Partido  | Resultado |
| -------- | ----- | ------- | ------- | -------- | --------- |
| 28.03.07 | 15:00 | Serbia  | -       | Grecia   | 8-3       |
| 28.03.07 | 16:20 | Croacia | -       | Rusia    | 13-3      |
| 28.03.07 | 17:40 | España  | -       | Italia   | 7-5       |
| 28.03.07 | 21:00 | Hungría | -       | Alemania | 13-6      |

- (¹) -  Hora local de Melbourne (UTC +10)

### Semifinales
| Fecha    | Hora¹ | Partido | Partido | Partido | Resultado |
| -------- | ----- | ------- | ------- | ------- | --------- |
| 30.03.07 | 17:20 | Serbia  | -       | Croacia | 7-10      |
| 30.03.07 | 21:00 | España  | -       | Hungría | 11-12     |

- (¹) -  Hora local de Melbourne (UTC +10)

### Tercer puesto
| Fecha    | Hora¹ | Partido | Partido | Partido | Resultado |
| -------- | ----- | ------- | ------- | ------- | --------- |
| 01.04.07 | 15:00 | Serbia  | -       | España  | 17-18     |

### Final
| Fecha    | Hora¹ | Partido | Partido | Partido | Resultado |
| -------- | ----- | ------- | ------- | ------- | --------- |
| 01.04.07 | 16:30 | Croacia | -       | Hungría | 9-8       |

- (¹) -  Hora local de Melbourne (UTC +10)

## Medallero
|         |         |        |
| Croacia | Hungría | España |

## Estadísticas

### Clasificación general
| 1. Croacia        |
| 2. Hungría        |
| 3. España         |
| 4. Serbia         |
| 5. Italia         |
| 6. Grecia         |
| 7. Rusia          |
| 8. Alemania       |
| 9. Estados Unidos |
| 10. Australia     |
| 11. Rumania       |
| 12. Canadá        |
| 13. China         |
| 14. Sudáfrica     |
| 15. Nueva Zelanda |
| 16. Japón         |

### Máximos goleadores
| Núm. | Nombre           | País           | Goles |
| ---- | ---------------- | -------------- | ----- |
| 1    | Tony Azevedo     | Estados Unidos | 19    |
| 2    | Guillermo Molina | España         | 18    |
| 3    | Kevin Graham     | Canadá         | 15    |
| 3    | Heiko Nossek     | Alemania       | 15    |

- Datos: Q14826158